# Cameron Stewart
Cameron Stewart – kanadyjski rysownik komiksowy. Najbardziej znany z prac dotyczących Catwoman.
Tworzył rysunki do wielu komiksów, m.in.:
- Green Arrow (DC Comics)
- Assassin’s Creed
- Batman
- Fight Club 2